# مكتبة دونالد ترامب الرئاسية
مكتبة دونالد جيه ترمب الرئاسية (بالإنجليزية: Donald J. Trump Presidential Library) هو موقع ويب تديره إدارة الأرشيف والوثائق الوطنية وتم إطلاقه في 20 يناير 2021، عندما غادر دونالد ترمب، الرئيس الخامس والأربعون والسابع والأربعون للولايات المتحدة، منصبه رسميًا لأول مرة. تعتبر بمثابة علامة مؤقتة حتى يقوم ترمب ببناء مكتبته الرئاسية الخاصة. ستكون المكتبة الرئاسية الخامسة عشر التي تديرها إدارة الأرشيف والوثائق الوطنية. وبما أن خطط بناء مكتبة ومتحف لم يتم الإعلان عنها بعد، تقوم إدارة الأرشيف والوثائق الوطنية بتخزين سجلات ترمب الرئاسية مؤقتًا في مواقع حكومية مختلفة تابعة لإدارة الأرشيف والوثائق الوطنية.

## السجلات الرسمية
لم يتم تحديد موقع مؤقت لإدارة الأرشيف والوثائق الوطنية لتخزين سجلات ترمب الرئاسية حتى يبني مكتبته الرئاسية الخاصة. في الوقت الحالي، تقوم إدارة الأرشيف والوثائق الوطنية بتخزين السجلات الرئاسية لترمب في مواقع حكومية حالية تابعة لإدارة الأرشيف والوثائق الوطنية.
تم إنشاء مكتبة الأرشيف والوثائق الوطنية بموجب قانون السجلات الرئاسية وهي مستقلة عن الخطط المحتملة لبناء مبنى مادي بموجب قانون المكتبات الرئاسية. كان كل المحتوى الحالي متاحًا للجمهور سابقًا، بما في ذلك مواقع الويب مثل موقع ( Be Best) الخاص بميلانيا ترمب، والصور، وحسابات وسائل التواصل الاجتماعي بما في ذلك @POTUS و@FLOTUS. ستكون السجلات الخاصة الأخرى خاضعة لطلبات الوصول بموجب قانون حرية المعلومات اعتبارًا من يناير 2026.
في حين أن معظم السجلات ستكون مفتوحة لطلبات قانون حرية الوصول إلى المعلومات بحلول عام 2026، إلا أنه من الممكن حجب السجلات عن الوصول العام على أساس الامتياز التنفيذي لمدة تصل إلى اثني عشر عامًا.
في اليوم السابق لمغادرته منصبه، عيّن الرئيس ترمب مارك ميدوز، وبات سيبولوني، وجون أيزنبرغ، وباتريك فيلبين، وسكوت جاست، ومايكل بوربورا، وستيفن إنجل كممثلين لسجلاته الرئاسية للعمل نيابة عنه في حالة عجزه عن ممارسة الامتياز التنفيذي فيما يتعلق بالوصول إلى سجلات إدارته.

## مخططات البناء
كما هو الحال مع المكتبات الرئاسية الأخرى، فإن أي مبنى لترمب سوف يحتاج إلى تمويل وتنظيم خاص قبل التدخل المحتمل من جانب إدارة الأرشيف والوثائق الوطنية. خلال فترة رئاسة ترمب، كان هناك تكهنات بأن الطوابق في برج ترمب قد تكون مخصصة لاستخدامها كمكتبة رئاسية مستقبلية. ذكرت صحيفة واشنطن بوست في الأسبوع الأخير من رئاسته أن مصدرين مقربين من ترمب قالا إنه يخطط لبناء مكتبة ومتحف في فلوريدا يديرهما دان سكافينو، بتمويل من جمع 2 مليار دولار من مؤيدين شعبيين مثل كريس سابي وبول دومزال.

## روابط خارجية
- الموقع الرسمي
 (بالإنجليزية)